# Richard Demén-Willaume
Richard Demén-Willaume (* 28. Januar 1986 in Åsa) ist ein schwedischer Eishockeyspieler, der seit 2011 bei den Dragons de Rouen in der französischen Ligue Magnus unter Vertrag steht.

## Karriere

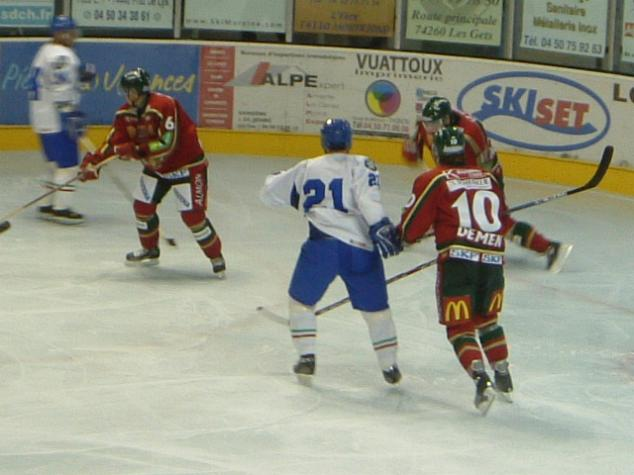
Richard Demén-Willaume (re.) im Trikot des Frölunda HC (2005)

Richard Demén-Willaume begann seine Karriere als Eishockeyspieler in der Nachwuchsabteilung des Frölunda HC, für dessen Profimannschaft er von 2004 bis 2006 in der Elitserien, der höchsten schwedischen Spielklasse, aktiv war. Die Saison 2006/07 verbrachte der Verteidiger bei den Arizona Sundogs in der Central Hockey League, für die er allerdings nur neun Spiele bestritt. Anschließend kehrte er in seine schwedische Heimat zurück und erhielt zur Saison 2007/08 einen Vertrag beim Rögle BK aus der zweitklassigen HockeyAllsvenskan, mit dem er auf Anhieb in die Elitserien aufstieg. In dieser spielte er eineinhalb Jahre lang für Rögle, ehe er im Januar 2010 vom Zweitligisten Malmö Redhawks verpflichtet wurde. Die Saison 2010/11 verbrachte er überwiegend beim Zweitligisten Borås HC, jedoch kam er auch in sechs Elitserien-Partien für seinen Ex-Klub Frölunda HC zum Einsatz.
Zur Saison 2011/12 wechselte Demén-Willaume zu den Dragons de Rouen aus der französischen Ligue Magnus. Mit seiner neuen Mannschaft wurde er auf Anhieb Französischer Meister. Auf europäischer Ebene gewann er mit Rouen zudem den IIHF Continental Cup.

### International
Für Schweden nahm Demén-Willaume an der U18-Junioren-Weltmeisterschaft 2004 teil. Im Turnierverlauf erzielte er in sechs Spielen je ein Tor und eine Vorlage.

## Erfolge und Auszeichnungen
- 2008 Aufstieg in die Elitserien mit Rögle BK
- 2012 IIHF-Continental-Cup-Gewinn mit den Dragons de Rouen
- 2012 Französischer Meister mit den Dragons de Rouen

## Statistik
(Stand: Ende der Saison 2011/12)